# Day of Triumph
Day of Triumph ist ein US-amerikanischer Historienfilm aus dem Jahr 1954 und hat Jesus Christus zum Thema.

## Handlung
Das Römische Reich hat beinahe die ganze Welt unter seine Herrschaft gebracht. In Eretz Israel sind es vor allem die Zeloten, die der römischen Herrschaft ein Ende bereiten wollen. Als eine Gruppe von Verschwörern um Zadok, den Anführer der Zeloten, sich gerade noch vor den römischen Soldaten retten kann, erklärt Zadok den Widerstand für gescheitert. Gemeinsam mit seinen Gesinnungsgenossen, den Jüngern Jesu, erinnert er sich an die Anfänge des Widerstands, die damit begann, dass er drei Jahre zuvor Johannes dem Täufer folgte.
Wenig später sammelt Jesus, der sich von Johannes hat taufen lassen, seine ersten Jünger um sich. Er deutet die Tora und heilt Kranke. Zadok kommt zu der Überzeugung, dass Jesus nützlich für den Widerstand gegen die Römer sein könnte. Zadoks Gefolgsleute Simon Petrus und Judas Iskariot zeigen sich beeindruckt von Jesu Lehre über Nächstenliebe und Vergebung. Nachdem schon so oft ein Messias gescheitert ist, hegt Zadok zunächst Zweifel, ob die Güte, für die Jesus eintritt, sein Volk befreien kann. Zadok drängt Judas, ihn von einer Revolte gegen die Römer zu überzeugen. In der Zwischenzeit wird Jesus von den Hohepriestern immer mehr als Unruhestifter angesehen.
Auch Maria Magdalena ist nach anfänglichen Zweifeln von Jesus überzeugt, nachdem Jesus die Mutter ihrer Dienerin geheilt hat und Maria Magdalena ihre Sünden vergeben hat.
Wenig später wird Barabbas’ Lager von den Römern überfallen und Barabbas verhaftet. Judas will Zadoks Auftrag, Barabbas zu befreien, am nahenden Pessachfest ausführen. Nachdem Jesus Lazarus von den Toten auferweckt hat, kommen Judas und Zadok zu der Überzeugung, dass Jesus über übernatürliche Fähigkeiten verfügt, aber immer noch ein Mensch ist; auch wenn er nicht der versprochene Messias sei, könnte er die Rolle des Königs der Juden ausfüllen.
Bei seinem Einzug in Jerusalem reagiert Jesus bedrückt, als er vom Volk als König der Juden gepriesen wird; Zadok und Judas sehen ihr Vorhaben als gescheitert an. Als Jesus die Händler aus dem Tempel vertreibt, beschließen die Hohepriester, ihn zu beseitigen.
Im Gegensatz zu Zadok ist Judas nicht zur Aufgabe bereit und verrät Judas, weil er sich von Jesus getäuscht fühlt. Beim Letzten Abendmahl sieht Jesus voraus, dass es Judas ist, der ihn verraten wird. Im Garten Gethsemane verrät Judas Jesus durch einen Kuss. Jesus wird vom Sanhedrin für schuldig befunden und soll von Pontius Pilatus zum Tode verurteilt werden. Pilatus verhört Jesus, findet aber keine Schuld an ihm. Er lässt das Volk entscheiden, ob zum Pessachfest Jesus oder der Verbrecher Barabbas freigelassen werden soll; dieses entscheidet sich für Barabbas. Pilatus verurteilt Jesus zum Tode.
Auf Golgatha wird Jesus gekreuzigt. Dort hält lediglich einer der beiden Schächer zu ihm. Nachdem eine Finsternis über das Land hereingebrochen ist, stirbt Jesus am Kreuz.
Zodak resümiert, dass Jesus sich durch seinen Tod am Kreuz zwei Tage zuvor nicht als Messias, sondern als Sterblicher erwiesen hat, und sieht die Mission als gescheitert an. Doch da erfahren er und die anwesenden Jünger, dass Jesu Leichnam verschwunden ist, ahnen aber nicht, dass Jesus wiederauferstanden ist. Als Jesus vor ihr Angesicht tritt, erkennen die anwesenden Jünger in ihm den Messias.

## Produktionsnotizen
Day of Triumph kam am ersten Weihnachtstag 1954 in die amerikanischen Kinos. Zu diesem Zeitpunkt war Regisseur Irving Pichel, dessen letzter Film dies werden sollte, bereits seit über fünf Monaten tot. Die Filmbauten schuf John T. Coyle. In Deutschland wurde Day of Triumph nie gezeigt.